# 托马斯·沙德维尔

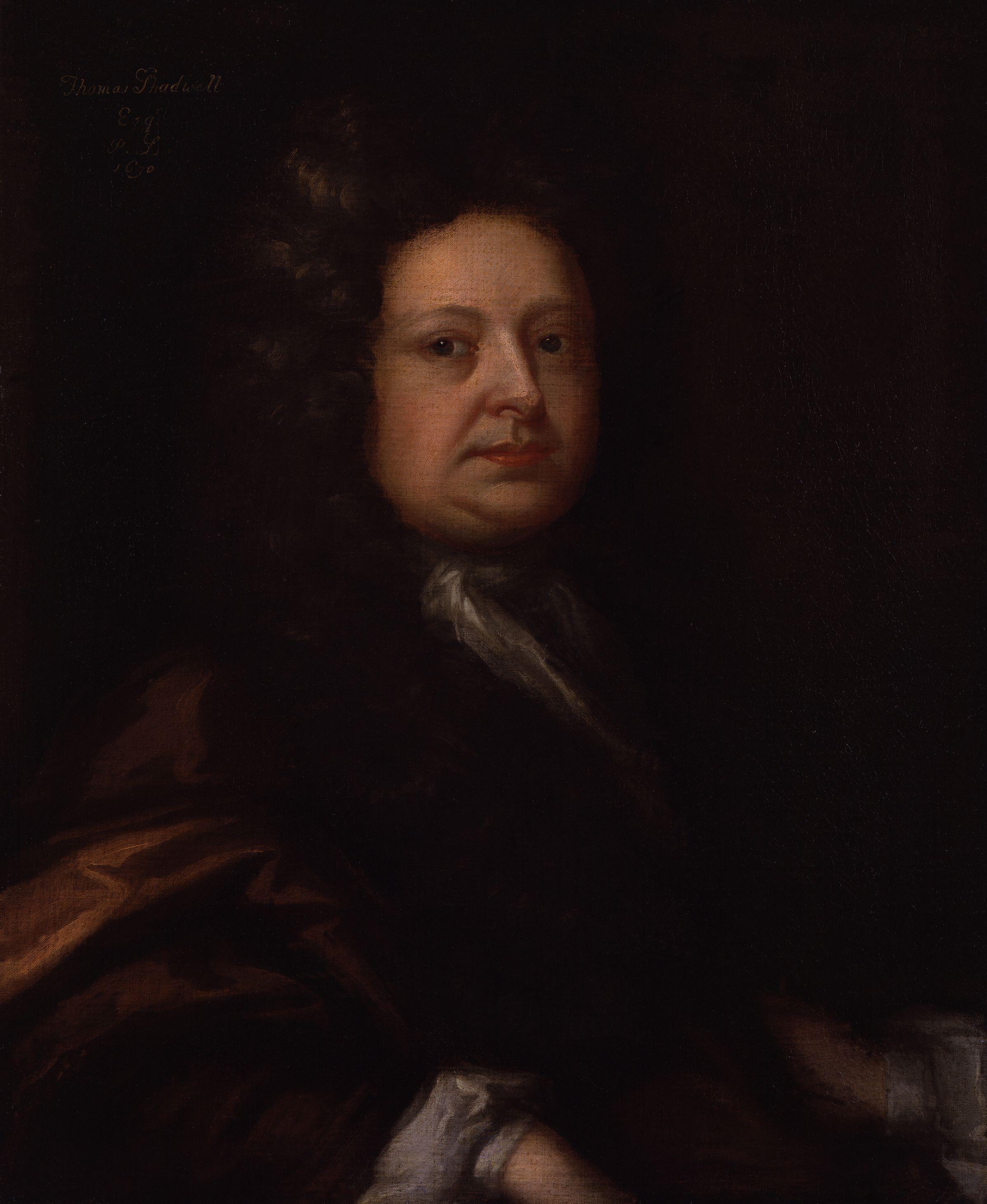
托马斯·沙德维尔

托马斯·沙德维尔 （约1642年 - 1692年11月19日）是一位英国诗人、剧作家，1689年被評為英國桂冠詩人。 托马斯·沙德维尔支持光荣革命。他的墓地位於切尔西老教堂，但他的坟墓在战争中被炸毀。